# Scott Patterson (sciatore)
Scott Patterson (28 gennaio 1992) è un fondista statunitense.

## Biografia
Attivo in gare FIS dal gennaio del 2009, Patterson ha esordito in Coppa del Mondo il 23 gennaio 2016 a Nové Město na Moravě (52º), ai Giochi olimpici invernali a Pyeongchang 2018, dove si è piazzato 21º nella 15 km, 11º nella 50 km, 18º nello skiathlon e 14º nella staffetta, e ai Campionati mondiali a Seefeld in Tirol 2019, dove è stato 30º nella 15 km, 23º nella 50 km, 32º nello skiathlon e 9º nella staffetta. Ai Mondiali di Oberstdorf 2021 si è classificato 27º nella 15 km, 10º nella 50 km, 14º nello skiathlon e 8º nella staffetta; l'anno dopo ai XXIV Giochi olimpici invernali di Pechino 2022 si è piazzato 38º nella 15 km, 8º nella 50 km, 11º nello skiathlon e 9º nella staffetta e il 13 marzo successivo ha conquistato nella staffetta mista disputata a Falun la prima vittoria, nonché primo podio, in Coppa del Mondo. Ai Mondiali di Planica 2023 è stato 15º nella 15 km, 16º nella 50 km, 19º nello skiathlon e 7º nella staffetta.

## Palmarès

### Coppa del Mondo
- Miglior piazzamento in classifica generale: 32º nel 2023
- 1 podio (a squadre):
  - 1 vittoria

#### Coppa del Mondo - vittorie
| Data          | Località | Nazione | Spec.                                                          |
| ------------- | -------- | ------- | -------------------------------------------------------------- |
| 13 marzo 2022 | Falun    | Svezia  | 4x5 km MX (con Rosie Brennan, Zak Ketterson e Jessica Diggins) |

Legenda:

MX = mista